# Lisa Brescia
Lisa Brescia (Sioux Falls, 12 maggio 1970) è un'attrice e cantante statunitense.

## Biografia
Dopo gli studi all'Accademia americana di arti drammatiche, Lisa Brescia fece il suo debutto a Broadway nel 2000 nel musical di Elton John Aida, in cui era la sostituta di Idina Menzel per il ruolo di Amneris; tornò ad interpretare il ruolo anche nella tournée statunitense nel 2001. Sempre nel 2000 recitò a Broadway nel musical Jesus Chirst Superstar. Dopo aver recitato in una produzione regionale di A Little Night Music, nel 2005 tornò a Broadway nel musical di Andrew Lloyd Webber The Woman in White, in cui cantava nel coro ed era la sostituta di Maria Friedman nel ruolo della protagonista. L'anno successivo tornò ad interpretare Amneris in Aida a St Louis.
Nel 2007 tornò a Broadway come Elphaba, la protagonista del musical Wicked, un ruolo che tornò a ricoprire anche a Chicago nel 2008. Nello stesso anno recitò al Kennedy Center di Washington nei musical Side Show and Bye Bye Birdie. Nel 2010 tornò a Broadway quando rimpiazzò Beth Level nel ruolo di Donna Sheridan nel musical Mamma Mia!. Nei primi anni 2010 recitò ruoli principali in produzioni regionali dei musical Cabaret (2013), Into the Woods (2014) e Victor/Victoria (2015), oltre a recitare nel campo di prosa con Amleto (2012) e Agosto, foto di famiglia (2012). Nel 2018 è tornata a Broadway per interpretare Heidi Hansen musical Dear Evan Hansen, ruolo con cui ha fatto il suo esordio sulle scene londinesi nel 2022.
Brescia è sposata con l'attore Craig Carnelia.

## Filmografia

### Cinema
- Un perfetto gentiluomo, regia di Shari Springer Berman e Robert Pulcini (2010)

### Televisione
- Law & Order: Criminal Intent – serie TV, 1 episodio (2005)
- Così gira il mondo (As the World Turns) – soap opera, 2 puntate (2007)
- Person of Interest – serie TV, 1 episodio (2013)

### Teatro

#### Broadway
- Jesus Christ Superstar (2000) come Disciple
- Aida (2004) come Amneris
- The Woman in White (2005) come Marian Halcombe
- The Times They Are a-Changin' (2006) come Cleo
- Wicked (2007–2008) come Standby per Elphaba
- Mamma Mia! (2010–2012) come Donna Sheridan
- Dear Evan Hansen (2018–2019) come Heidi Hansen